# For Sale by Owner
For Sale by Owner är Loosegoats debutalbum, utgivet 1997.

## Låtlista
Där inte annat anges är låtarna skrivna av Christian Kjellvander.
1. "Disdialogic" - 2:57
2. "Tinfoil Love" - 2:51
3. "Slotmachines and Busted Dreams" - 2:17
4. "Piranhas in the Sea" - 2:21
5. "Ford #1" - 3:35
6. "Astro" - 3:15
7. "Big Ol' Train" - 2:21 (Kjellvander, Melliander)
8. "Highschool-Vietnam" - 3:03
9. "Pawn Shop" - 3:54
10. "The Dukes of Hazard Theme" - 2:45
11. "Reconfused" - 2:09
12. "Dumbrush" - 3:08
13. "Rent" - 2:33
14. "Pedal" - 3:12 (Kjellvander, Tingsek)
15. "Lava" - 3:10

## Medverkande musiker
- Christian Kjellvander - gitarr, sång, akutisk slidegitarr, elektrisk slidegitarr, percussion, munspel.
- Magnus Melliander - gitarr, slidegitarr.
- Anders Tingsek - bas, percussion.
- Johan Larsson - trummor, percussion, sång på "Ford".
- Erik Hjärpe - piano på "The Dukes of Hazard Theme".
- Gustaf Kjellvander - skrik på "Reconfused".

## Mottagande
Allmusic.com gav skivan 4,5/5.

## Övrigt
Låten "Highschool-Vietnam" är tillägnad Greg Allison.